# Fairview (Ohio)
Pour les articles homonymes, voir Fairview.
Le village américain de Fairview est situé à cheval sur les comtés de Guernsey et Belmont, dans l’Ohio. Lors du recensement de 2010, il comptait 83 habitants.